# Syntrichura reba
Syntrichura reba là một loài bướm đêm thuộc phân họ Arctiinae, họ Erebidae.